# 奧爾特曼 (亞利桑那州)
奧爾特曼（英語：Aultman）是位於美國亞利桑那州亞瓦派縣的一個非建制地區。該地的面積和人口皆未知。

## 地理
奧爾特曼的座標為35°24′06″N 113°02′21″W / 35.40167°N 113.03917°W，而該地的平均海拔高度為1000米（即3281英尺）。